# Pik Vasilija Struve
Pik Vasilija Struve är en bergstopp i Antarktis. Den ligger i Östantarktis. Norge gör anspråk på området. Toppen på Pik Vasilija Struve är 1 696 meter över havet, eller 95 meter över den omgivande terrängen. Bredden vid basen är 1,5 km.
Terrängen runt Pik Vasilija Struve är platt norrut, men söderut är den kuperad. Trakten är obefolkad. Det finns inga samhällen i närheten.